# 五諸侯一
后髮座39，又名BD+21 2487，HD 113848、SAO 82650、HR 4946，是后髮座的一颗恒星，视星等为5.99，位于銀經333.39，銀緯83.13，其B1900.0坐标为赤經13h 1m 28.8s，赤緯+21° 83.13′ 24″。